# Сихно Петро Михайлович
Сихно (Сіхно) Петро Михайлович — учасник Другої світової війни, Герой Радянського Союзу.

## Життєпис
Народився 15 серпня 1920 року в селі Вербки Семенівського району Полтавської області.
У 1932 році разом з батьками переїхав до Грузії, де закінчив семирічну школу в с. Гардабані Руставського району, а потім — Тбіліське педагогічне училище. Працював учителем.
З 1941-го — в Радянській Армії. Закінчив тримісячні курси командирів. Воював на Західному, Центральному, Сталінградському, 1-му і 2-му Українських та 1-му Білоруському фронтах, штурмував Берлін. Був двічі поранений.
Гвардії старший лейтенант, командир кулеметної роти 33-ї гвардійської мотострілецької бригади (9-й гвардійський танковий корпус, 2-а гвардійська танкова армія, 1-й Білоруський фронт).
На підступах до м. Торунь у Польщі 22.01.1945 під вогнем ворога повів роту в атаку, першим увірвався у ворожу траншею і у ближньому бою убив кількох німецьких воїнів. Організувавши кругову оборону, відбив з ротою 5 контратак противника, потім увірвався на околицю міста.
Звання Героя Радянського Союзу присвоєно 24.03.1945 року Указом Президії Верховної Ради СРСР.
Нагороджений орденами Леніна, Червоного Прапора, Червоної Зірки, Вітчизняної війни I ступеня, медалями. Загинув 23.04.1945 в бою за Берлін.
Спочатку похований у Німеччині в м. Бервальде на правому березі річки Одер.
Перепохований у м. Дембно (Польща) у похованні воїнів Радянської Армії.